# 1405 en santé et médecine
| Années de la santé et de la médecine : 1402 - 1403 - 1404 - 1405 - 1406 - 1407 - 1408    |
| Décennies de la santé et de la médecine : 1370 - 1380 - 1390 - 1400 - 1410 - 1420 - 1430 |

Cet article présente les faits marquants de l'année 1405 en santé et médecine.

## Événements
- Fondation d'une maison-Dieu à Mormant, confiée à l'origine aux augustins, et qui deviendra commanderie templière puis hospitalière[1].
- Fondation d'un hôpital à Opoczno, en Pologne[2].
- Un hôtel-Dieu est attesté à Luynes, en Touraine[3].
- L'hôpital Saint-Georges (St. George's Hospital) est attesté à Bodmin en Cornouailles[4].
- Les statuts de l'université de Bologne, en y autorisant officiellement les dissections qui s'y pratiquent en fait depuis longtemps, limitent le nombre des étudiants qui y assistent à vingt ou à trente, selon qu'il s'agit d'un homme ou d'une femme, le second cas étant plus rare[5].
- La citoyenneté romaine est accordée à Elijah di Sabbato, médecin juif que les papes Martin V et Eugène IV prendront à leur service[6].
- 1405-1406 : fondation de l'Officium pietatis pauperum de Milan, composé de clercs et de laïcs chargés d'organiser l'assistance aux pauvres et leur placement dans les hospices[7],[8].

## Publications
- Rédaction à Erfurt d'un Tractatus de peste sananda ad rectores Erfodenses[9].
- Le De urina non visa de Guillaume l'Anglais, publié en 1220, est au programme des lectures de la faculté de médecine de Bologne[10].

## Décès
- Évrart de Conty (né vers 1330), médecin du roi Charles V, maître régent à la faculté de médecine de Paris[11].
- Marsile de Sainte-Sophie (né à une date inconnue), professeur de logique et de médecine à Padoue[12].
- Après 1405 : Konrad Kyeser (né en 1366), médecin et ingénieur militaire allemand[13].